# Усадьба жаворонков
«Усадьба жаворонков» (итал. «La masseria delle allodole») — книга, исторический роман Антонии Арслан, повествующий о трагедии армянской семьи находившейся в Турции во время геноцида армян. Была переведена на более чем 20 языков, множество раз переиздавалась. Отмечена 15 литературными премиями, среди которых премии: Stresa di Narrativa (2004), Манцони (2005) и ПЕН Клуба (2005) и др. Имеет множество номинаций, среди которых номинация на литературную премию Кампьело (2004). В 2007 году, под названием «Гнездо жаворонка», книга была экранизирована братьями Тавиани

## История
Писательница армянского происхождения Антония Арслан, чей дед в своё время поменял фамилию с Арсланян на Арслан, была вдохновлена стихами армянского писателя Даниэла Варужана. Опираясь на семейные воспоминания, она пишет книгу «Усадьба жаворонков», в которой сквозь подлинную историю своей семьи (деда и его брата) решает показать трагедию всего армянского народа пережившего геноцид 1915 года. Сразу же после выхода книга оказалось среди финалистов всех самых престижных литературных премий Италии. По состоянию на декабрь 2007 года роман был удостоен 15 литературных премий. Роман  был переведён на 20 языков, и был много раз переиздан. Только в Италии он переиздавался восемь раз. В 2007 году, по мотивам книги, известными итальянскими режиссёрами братьями Тавиани, был снят художественным фильм «Гнездо жаворонка», впервые показанный во внеконкурсной программе 57-го Берлинского кинофестиваля

## Сюжет
Время действия — 1915 год. Родные братья не виделись долгих 37 лет: с тех пор как один из них Ервант, тогда тринадцатилетний, был отправлен на учёбу в Венецию. Они не знают ни жён, ни детей друг друга. И вот Ервант решает приехать на родину, с женой и сыновьями — чтобы воссоединилась большая семья, чтобы его сыновья увидели землю своих предков, услышали, как звучит армянская речь. Смбат, вне себя от счастья, он готовится к приезду своего брата. Усадьба Жаворонки — старая летняя резиденция Арсланянов на холмах за городом, у водопада, её построил ещё их отец. Теперь Смбат отделывает и украшает её, чтобы принять там семью брата. Собираясь на родину, Ервант задумывает также купить землю рядом с усадьбой Жаворонки и построить себе там дом, чтобы связь двух семей не прерывалась, чтобы его сыновья наезжали сюда со своими будущими семьями.
Однако радостным планам не суждено сбыться, в мае 1915 года Италия вступает в мировую войну, после чего закрываются границы. Путешествию не суждено состояться, дети двух братьев никогда не встретятся, большая семья не соберётся вместе: в мае, в самом начале развёртывания акции по массовому уничтожению армянского населения Турции, в усадьбу Жаворонки врываются убийцы и убивают всех мужчин, юношей и мальчиков семьи Смбата на глазах у женщин, девушек и девочек, которым предуготовлена иная смерть. Женщин уводят к другим схваченным армянкам. В толпе таких же несчастных, под охраной головорезов, им предстоит покрыть пешком сотни километров под палящим солнцем, без еды и питья, навстречу неизбежной смерти от голода, изнурения и насилий. Остатки семьи Смбата пригоняют в Алеппо, где троих младших (один из них — мальчик, переодетый в девочку) вывозит из лагеря с помощью друзей (сотрудников французского посольства, а также бродяги-турка, которого кормила семья Смбата) их родственник, сводный брат Ерванта и Смбата Зарех Арсланян: он въезжает на территорию лагеря в карете с двойным дном, где удаётся спрятать беглецов.